# خواربارفروشی

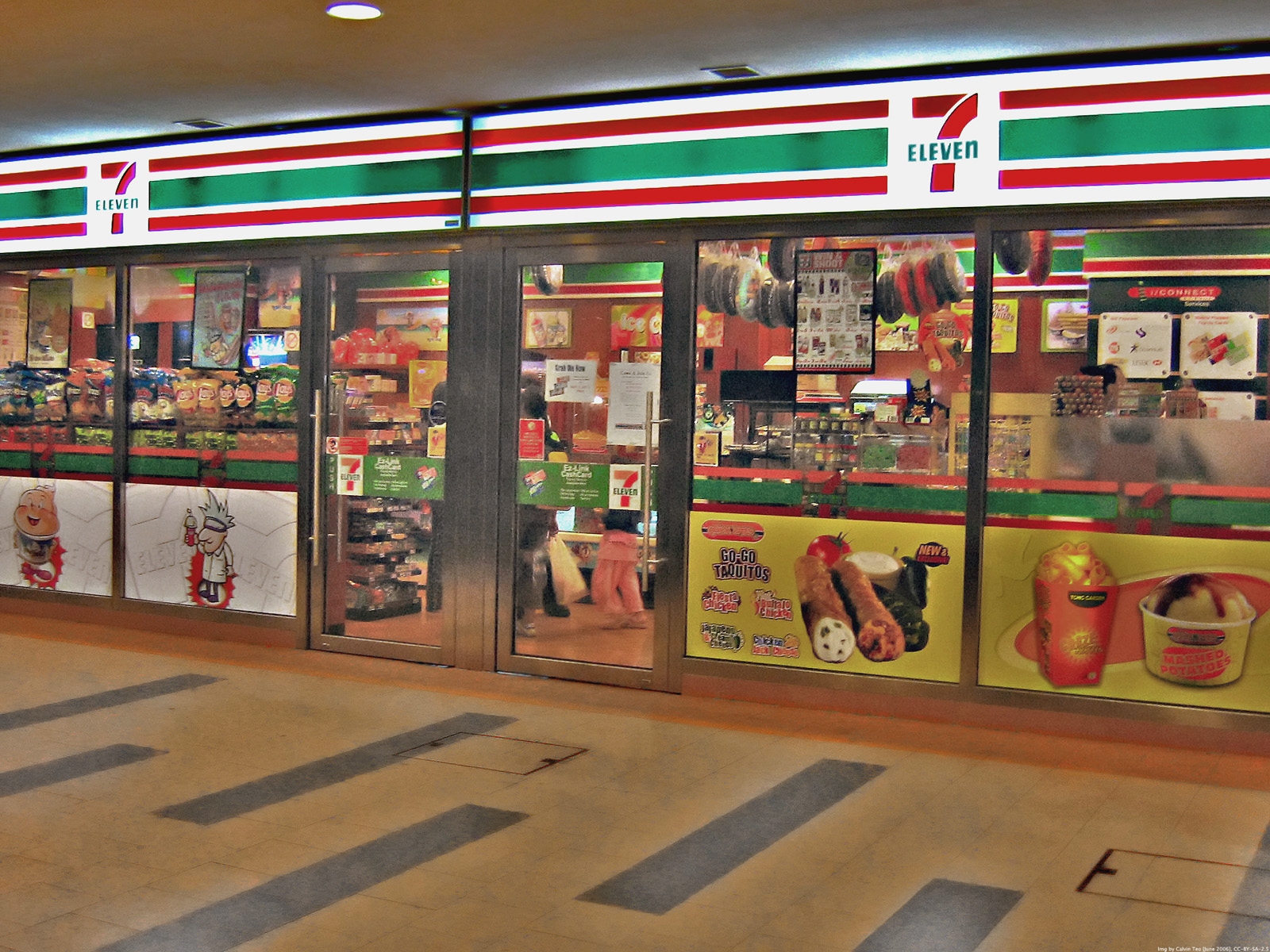
سون ایلون در سنگاپور

یک مغازه یا فروشگاه کوچک است که کالاهای خوار و عمدتاً مواد غذایی در مقیاس خرد مانند گندم می‌فروشد، در برابر بنکدار که عمده فروش است.
از دوران پهلوی، خواربار فروشی‌ها، کیک و شکلات، بستنی، نوشیدنی، سیگار، روزنامه و مجله، غذاهای آماده و تنقلات نیز می‌فروشد؛ هرچند غالباً آنها نام سوپرمارکت و اخیراً بی مسمی هایپرمارکت را بر خود ترجیح می‌دهند؛ اما اصطلاح سوپرمارکت به فروشگاهی است که خریدار می‌تواند جنس مورد علاقه‌اش را خودش از قفسه‌ها برمی‌دارد؛ در حالی که در خواربارفروشی، خریدار نام جنس را به مغازه دار می‌گوید.
تنوع محصولات در این مغازه‌ها اندک و محدود و قیمت متوسط به پایین ست. برخی از این نوع خرده‌فروشی‌ها ۲۴ ساعت شبانه‌روز باز هستند. کیفیت محصولات و خدمات متوسط است و فرایند خرید سریع صورت می‌گیرد و مشتری زمان زیادی صرف خرید نمی‌کند و محصولات خریداری شده به سرعت مصرف می‌شوند. این مغازه‌ها در سال‌های اخیر در رقابت با سوپرمارکتها و سوپر سنترها در جهت بهبود ارائه خدمات و تنوع سبد محصولات تلاش می‌کنند. بارزترین مشخصهٔ این فروشگاه‌ها تنوع کم کالا و خردی اندازه مغازه است.
برخی از این فروشگاه‌ها از نوع زنجیره‌ای هستند. از جمله سون ایلون بزرگ‌ترین اداره کنندهٔ کانوینس استور در دنیاست و بیش از ۳۹۰۰۰ مغازه در ۱۸ کشور دنیا از جمله ژاپن، آمریکا، کانادا، فیلیپین، هنگ کنگ، تایلند، مالزی و تایوان دارد. این شرکت در سال ۱۹۲۷ تأسیس شد و دفتر مرکزی آن در دالاس تگزاس واقع شده‌است. سون ایلون در ابتدا از ۷ صبح تا ۱۱ شب باز بودند ولی بعداً به صورت شبانه‌روزی اداره شدند.

## در کشورهای گوناگون

یک خواربارفروشی در ژاپن

### ژاپن
این فروشگاه‌ها در ژاپن رشد فزاینده‌ای داشته‌است. در ژاپن به آن‌ها کونبینی‌انس سوتوا (به ژاپنی: コンビニエンスストア) یا کونبینی گفته می‌شود. قبل از دهه ۱۹۸۰ به آن کونبی یا سوپر نیمه‌شب نیز گفته می‌شد. در ژاپن چنین سوپرهایی دارای خصوصیاتی شامل: مساحت بیش از ۳۰ متر و کمتر از ۲۵۰ متر، ساعت کار بیش از ۱۴ ساعت در شبانه روز و سلف سرویس است.
مینی مارکت‌های معروف داخل ژاپن:
تا ماه آوریل ۲۰۱۱ میلادی
1. سون ایلون ۱۳٬۲۰۰ واحد
2. روسون ۱۰٬۰۰۰ واحد
3. فامیلی مارت ۸۳۰۰ واحد
4. pm-am جاپان ۸۵۰۰ واحد
5. سایکل K سانکوس ۶٬۲۰۰ واحد
6. مینی استوپ ۱٬۹۰۰ واحد
7. دیلی یامازاکی ۱٬۶۰۰ واحد

### ایران
از مشاغل سنتی در ایران، خواربارفروشی که بقالی هم می‌گویند (در معنی خُرده بارفروشی) که در آن بیشتر مایحتاج خوراکی (جز نان) و مواد اولیهٔ غذایی مردم، مانند لبنیات، حبوبات، روغن، آرد، برنج، قند، چای، شکر، مواد چاشنی غذا، خشکبار، خرما، سرکه، آبغوره، زرشک پلویی، شیره و نیز انواع میوه به فروش می‌رسید. پیشهٔ خواربارفروشی، که جز در شهرها و قصبه‌های کوچک، رفته رفته در حال فراموشی است و جای خود را در شهرهای بزرگ به سوپرمارکت‌ها و میدان‌ها تره بار دولتی داده‌است، در ایران پیشینه ای کهن دارد. بقال می‌بایست ریز و درشت مایحتاج روزانهٔ مردم را بشناسد و آن‌ها را تهیه کند و به خوب و بد اجناس آگاهی یابد و از تحولات قیمت‌ها باخبر باشد. ترتیب اجناس در بقالی‌های سنتی چنان بود که در جلو در دُکان اجناس ارزان قیمت تر نهاده می‌شد که اگر دست دزدی بدان رسید، ضرر کمتری متحمل بقال شود. در وسط دکان پیشخوان و ترازو و چرتکه و نشیمنگاه بقال جای داشت و در پشت سرش اجناس گران‌قیمت تر بود. بقالان پیش از کاسبان دیگر، جز نانوایان (← نانوایی)، دکان‌های خود را می‌گشودند و دیرتر از همه نیز می‌بستند. یکی از شیوه‌های معامله در بقالی نسیه بَری بود، بدین صورت که مشتریان هرچه می‌خواستند، اگر خوش‌حساب بودند، می‌بردند و ماهانه یا هفتگی حساب خود را می‌پرداختند.